# Жилкокрил пластинчастий
Жилкокрил пластинчастий (Pterygoneurum lamellatum) — вид мохів порядку потіальних (Pottiales).

## Поширення
Батьківщиною є Європа, Північна Америка, Азія.
Населяє ґрунт, вибої.

## Характеристика
Листки з дистальною пластинкою яка іноді сосочкова абаксіально; остюк гладкий. Коробочка коротко- або довгоциліндрична. Коробочки дозрівають в кінці зими й навесні.